# Hippomonavella praeclara
Hippomonavella praeclara är en mossdjursart som först beskrevs av William MacGillivray 1895.  Hippomonavella praeclara ingår i släktet Hippomonavella och familjen Bitectiporidae. Inga underarter finns listade i Catalogue of Life.